# Rosalind Singha Ang
Rosalind Singha Ang (* 1941) ist eine ehemalige Badmintonspielerin aus Malaysia. 

## Karriere
Ihren ersten großen internationalen Erfolg feierte Rosalind Singha Ang 1965 bei den Südostasienspielen, wo sie das Dameneinzel für sich entscheiden konnte. Sechs Jahre später war sie bei der gleichen Veranstaltung im Dameneinzel im Finale gegen Thongkam Kingmanee aus Thailand erneut erfolgreich und gewann zusätzlich noch Silber im Doppel mit Teoh Siew Yong. Mit dem malaysischen Damenteam holte sie ebenfalls Silber. Im Finale gegen Thailand, was knapp mit 2:3 verloren wurde, gewann Singha Ang ihr Einzel gegen Petchroong Liengtrakulngam klar, verlor aber das Doppel gegen Pachara Pattabongse und Thongkam Kingmanee. 1971 belegte sie mit Teoh Siew Yong auch den dritten Platz bei den Asienspielen. Bei den Asienspielen war sie 1966 noch erfolgreicher, als sie das Mixed mit Teh Kew San gewann.
Bei den Commonwealth Games erkämpfte sie sich dreimal in Folge von 1966 bis 1974 die Bronzemedaille im Damendoppel. 1966 und 1970 wurde sie Dritte mit Teoh Siew Yong als Partnerin, 1974 gemeinsam mit Sylvia Ng.